# Джерело Польова криниця
Джерело́ Польова́ крини́ця — гідрологічна пам'ятка природи місцевого значення в Україні. Розташована в межах Головненської селищної територіальної громади Ковельського району Волинської області, неподалік від північної околиці села Нудиже (за 0,4 км на схід від автодороги Любомль — Любешів). 
Площа 0,03 га. Статус надано 1977 року за рішенням Волинського облвиконкому від 26.09.1977 № 468-р. Перебуває у віданні Головненської селищної ради. 
Статус надано з метою збереження каскаду джерел-наповнювачів річки Тенетиски (притока Прип'яті). У заболоченій низині обгороджено 20 джерел із сумарним дебітом 150–200 л/сек.

## Галерея

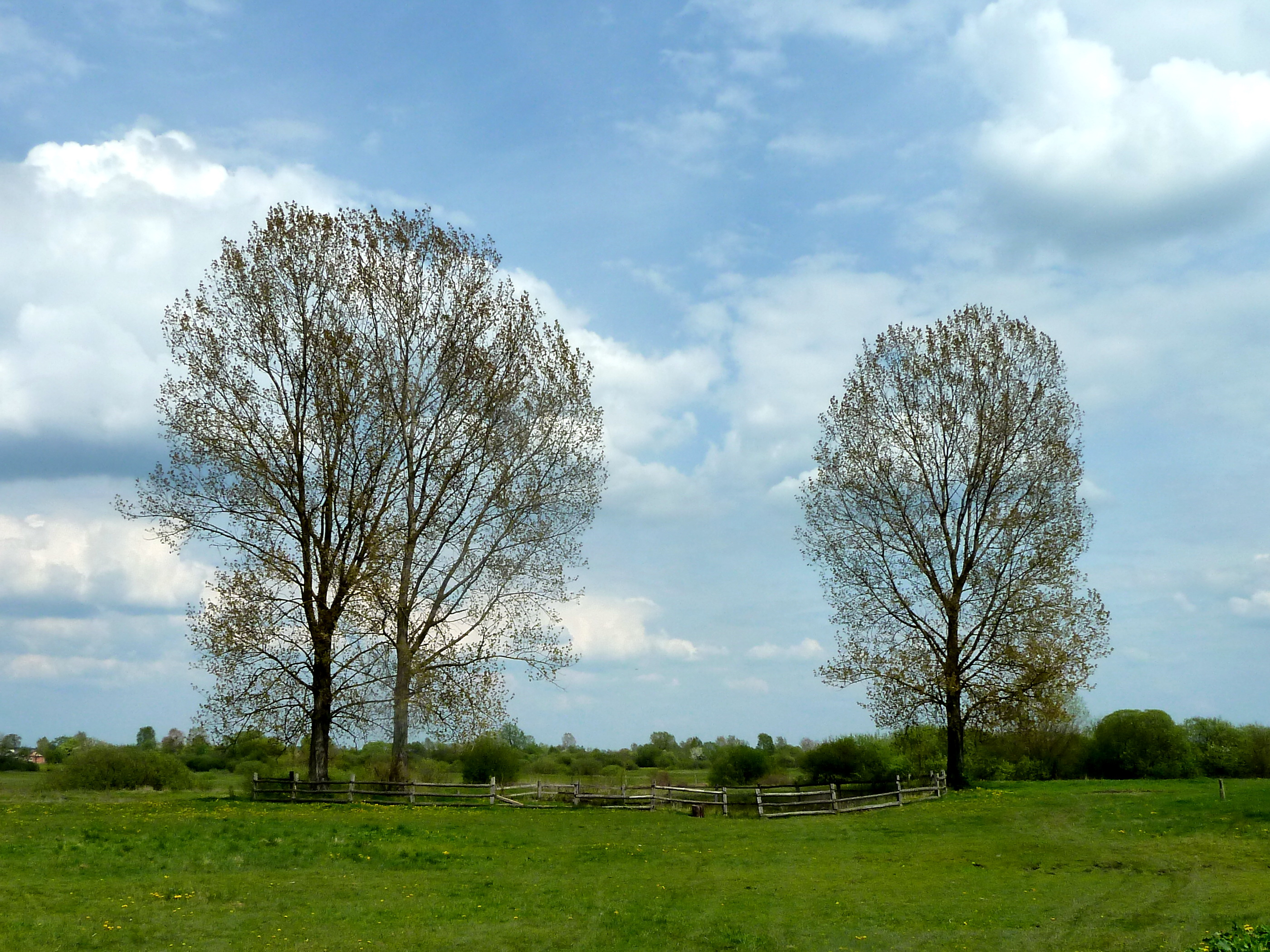
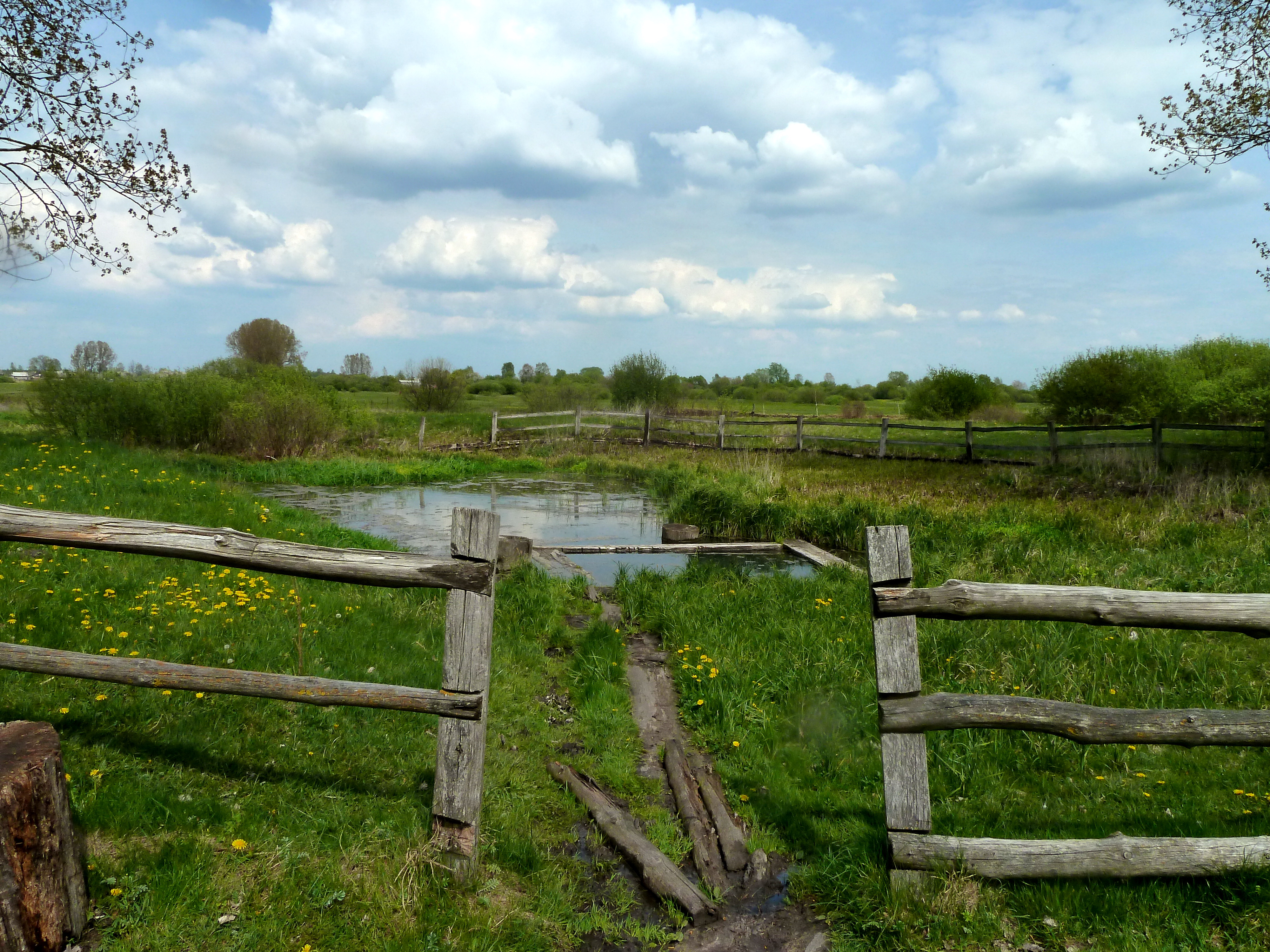
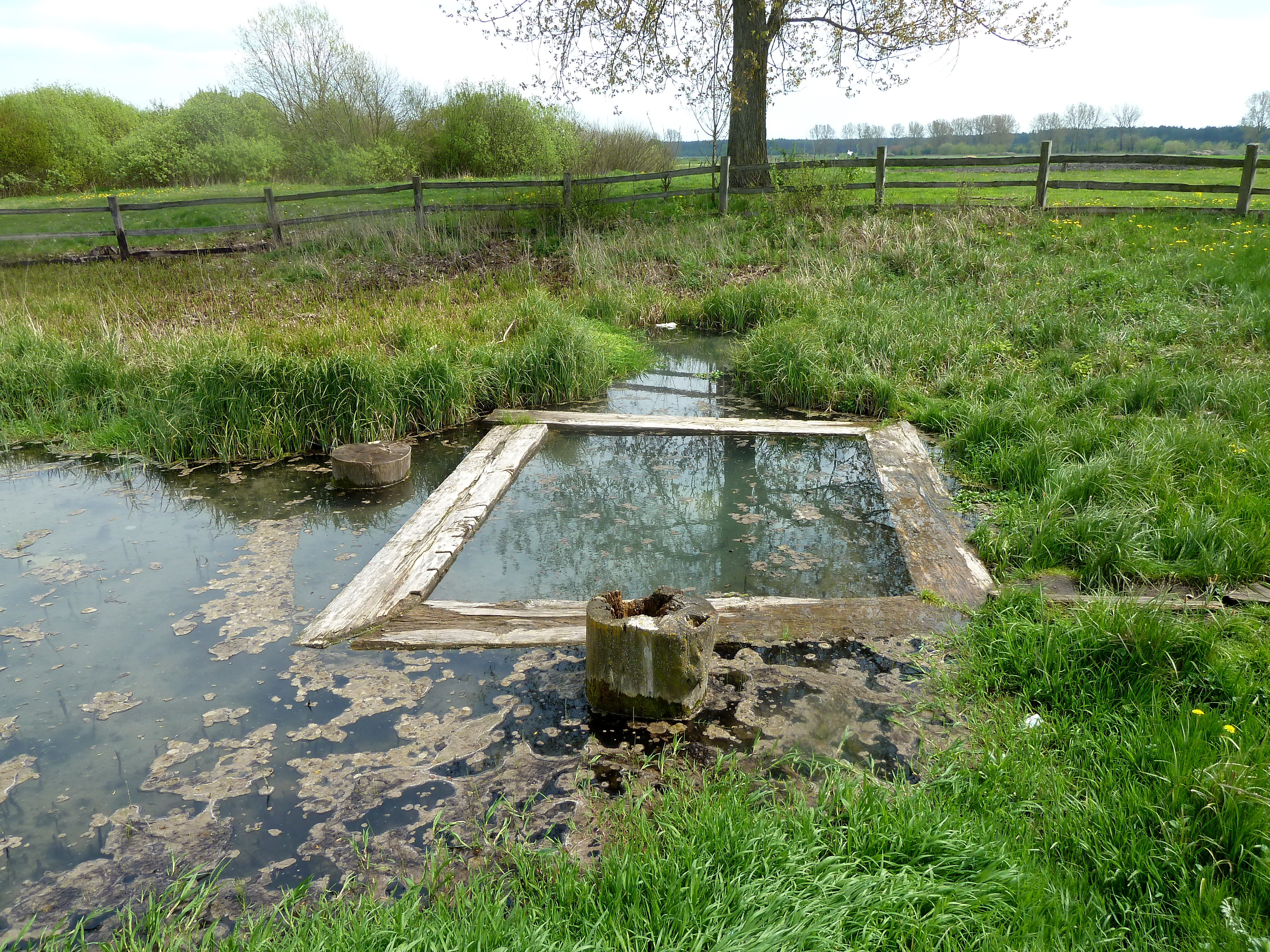
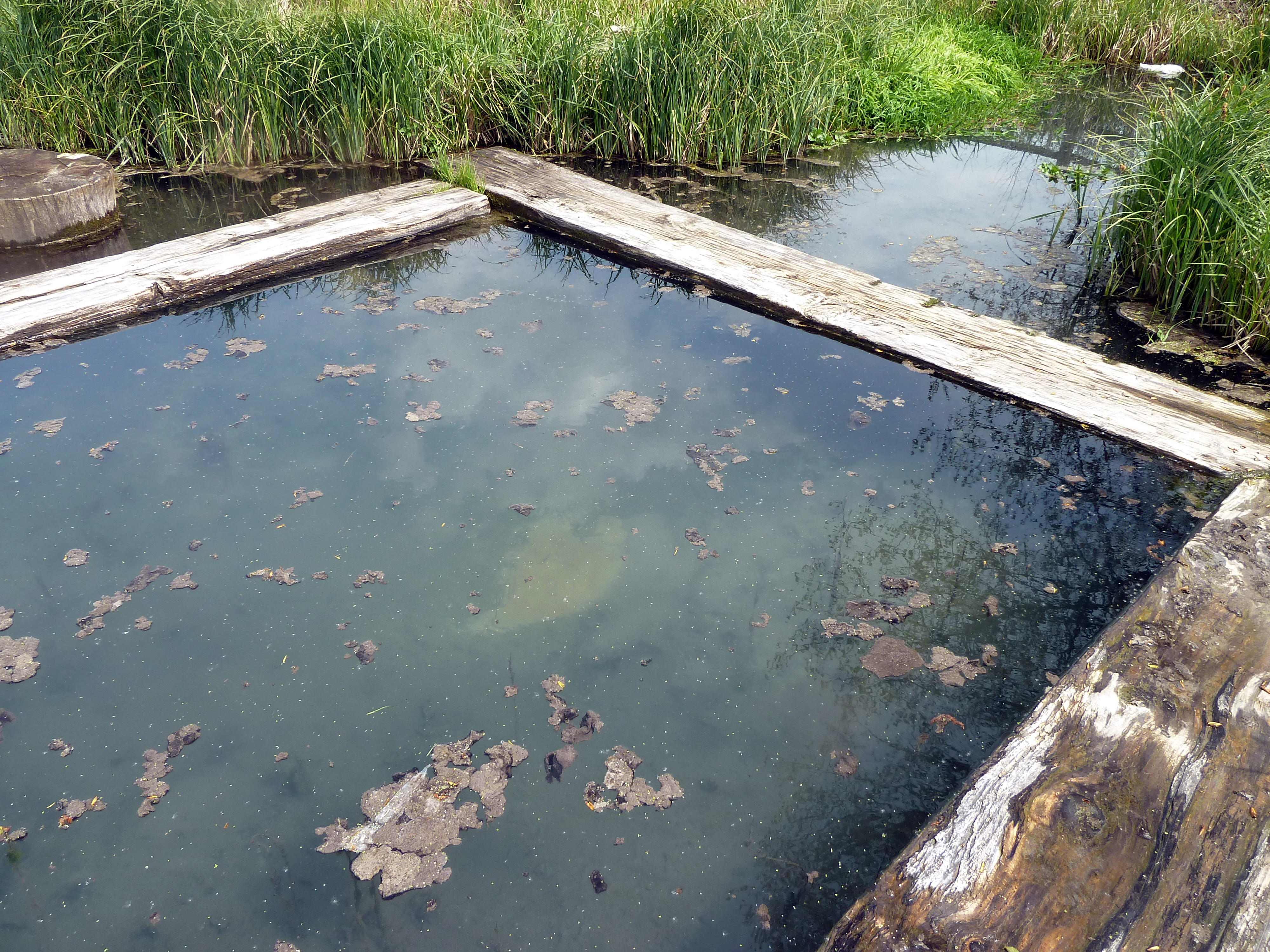